# إدوارد لو كلارك
إدوارد لو كلارك (بالفرنسية: Édouard Leclerc )‏ (و. 1926 – 2012 م) هو رائد أعمال، ورجل أعمال، من فرنسا، توفي عن عمر يناهز 86 عاماً.

## جوائز
حصل على جوائز منها:
- وسام جوقة الشرف من رتبة فارس.